# Heza binotata
Heza binotata är en insektsart som först beskrevs av Amédée Louis Michel Lepeletier och Jean Guillaume Audinet Serville 1825.  Heza binotata ingår i släktet Heza och familjen rovskinnbaggar. Inga underarter finns listade i Catalogue of Life.